# Bérenger z Pomas
Bérenger z Pomas, Berengar z Pomas, biskup Carcassonne w latach 1201–1207. W 1204 współprzewodniczył razem z Piotrem II, królem Aragonii oficjalnemu spotkaniu katolików z katarami w Carcassonne, które nie zakończyło się jednak porozumieniem.